# Jazykowka (rejon atkarski)
Jazykowka (ros. Языковка) – wieś (sieło) w Rosji, w obwodzie saratowskim, w rejonie atkarskim. W 2010 liczyła 185 mieszkańców.